# Вилсон Пјаца
Вилсон да Силва Пјаца (порт. Wilson da Silva Piazza; Рибеирао дас Невес, 25. фебруар 1943) бивши је бразилски фудбалер.
Играо је на месту дефанзивног везног и као бек. Пјаца је одиграо 52 утакмице за репрезентацију Бразила између 1969. и 1975. Играо је на Светским првенствима 1970 и 1974, одигравши шест утакмица 1970, укључујући и финале против Италије.
Био је члан екипе Крузеира која је 1976. освојила Копа либертадорес.

## Успеси
ФК Крузеиро
- Куп Бразила: 1966.
- Копа либертадорес: 1976.
- Лига Минеиро (шампионат државе Минас Жераис): 1965, 1966, 1967, 1968, 1969, 1972, 1973, 1974, 1975, 1977.

### Репрезентација
Бразил
- Светско првенство: 1970. Мексико.

### Индивидуалне награде
- Бразилска сребрна лопта: 1972.